# Yenice (Çanakkale)
Pour les articles homonymes, voir Yenice.
Yenice est une ville et un district de la province de Çanakkale en Turquie.
Le district comptait 37 827 habitants en 2007 pour une superficie de 1 367 km2 soit une densité de 27,7 hab./km2.

## Histoire
Le 18 mars 1953, la ville a été secouée par tremblement de terre de magnitude 7,3 faisant environ un millier de victimes rien que dans la ville de Yenice. La ville avait été atteinte par un autre séisme en 1440, la ville se trouvant sur une faille tectonique connue sous le nom de faille de « Yenice–Gönen ».

## Économie
- Agriculture (céréales, haricots, tomates et tabac).
- Usine de transformation de concentré de tomate.

## Personnailtés
- Mehmet Emin Toprak (1974–2002), acteur turc y est né.
- Nuri Bilge Ceylan (1959), cinéaste et photographe y a passé ses années d'enfance.

## Démographie
| 1990  | 1997  | 2000  | 2007  | 2009  |
| ----- | ----- | ----- | ----- | ----- |
| 6 517 | 6 426 | 5 487 | 6 917 | 7 383 |